# Fernando Corena
Fernando Corena, nato Fernando Korena (Ginevra, 22 dicembre 1916 – Lugano, 26 novembre 1984), è stato un basso svizzero, specializzato nei ruoli di carattere buffo.

## Biografia
Nato da madre italiana e padre greco ottomano, iniziò gli studi teologici all'Università di Friburgo con l'intenzione di diventare prete, ma successivamente, dopo aver vinto un concorso, decise di coltivare la passione per il canto. Studiò dapprima nella città natale per due anni (1937-38); notato poi da Vittorio Gui, si recò a Milano, dove seguì gli insegnamenti di Enrico Romani.
Durante la guerra cantò per la radio svizzera, mentre il debutto ufficiale avvenne nel 1947 a Trieste come Varlaam in Boris Godunov. Nel 1948 cantò al Maggio Musicale Fiorentino. Nel 1949 debuttò alla Scala nella prima rappresentazione de Il Cordovano di Goffredo Petrassi e partecipò l'anno successivo alla prima de L'allegra brigata di Gian Francesco Malipiero.
Grazie anche alle spiccate doti di recitazione, si rivolse presto, in modo pressoché esclusivo, al repertorio buffo, apparendo nei principali teatri italiani ed europei (Vienna, Salisburgo, Londra, Parigi) in opere di Mozart (Don Giovanni, Le nozze di Figaro, Così fan tutte), Rossini (Il barbiere di Siviglia, L'italiana in Algeri, La Cenerentola), Donizetti (Don Pasquale, L'elisir d'amore), oltre che in Gianni Schicchi, Falstaff, La forza del destino (Melitone).
Nel 1954, nel ruolo di Leporello in Don Giovanni, uno dei preferiti, debuttò al Metropolitan Opera  accanto a Cesare Siepi, con il quale fece coppia di frequente nel titolo mozartiano e come Don Bartolo ne Il barbiere di Siviglia di Rossini. Al Metropolitan, che divenne il suo teatro di elezione, fu presente regolarmente fino al 1978, prendendo parte a 723 rappresentazioni. Cantò anche a Chicago, San Francisco, Buenos Aires.

## Repertorio
| Ruolo                              | Titolo                        | Autore       |
| ---------------------------------- | ----------------------------- | ------------ |
| Conte Rodolfo                      | La sonnambula                 | Bellini      |
| Un domatore                        | Lulu                          | Berg         |
| Don Lazzaro                        | La Clementina                 | Boccherini   |
| Dottor Bombasto                    | Arlecchino                    | Busoni       |
| Il Pedone di Schnals               | La Wally                      | Catalani     |
| Varbel                             | Lodoïska                      | Cherubini    |
| Rodrigo                            | L'osteria portoghese          | Cherubini    |
| Don Catapazio                      | Il credulo                    | Cimarosa     |
| Il maestro                         | Il maestro di cappella        | Cimarosa     |
| Dulcamara                          | L'elisir d'amore              | Donizetti    |
| Don Annibale Pistacchio            | Il campanello                 | Donizetti    |
| Sulpice                            | La Fille du régiment          | Donizetti    |
| Don Pasquale                       | Don Pasquale                  | Donizetti    |
| Mathieu                            | Andrea Chénier                | Giordano     |
| Lejeune                            | Leonora 40/45                 | Liebermann   |
| Semplicio                          | L'allegra brigata             | Malipiero    |
| Lescaut                            | Manon                         | Massenet     |
| Le Bailli                          | Werther                       | Massenet     |
| Re Baldassarre                     | Amahl and the Night Visitors  | Menotti      |
| Archibaldo                         | L'amore dei tre re            | Montemezzi   |
| Osmin                              | Die Entführung aus dem Serail | Mozart       |
| Bartolo Figaro                     | Le nozze di Figaro            | Mozart       |
| Leporello                          | Don Giovanni                  | Mozart       |
| Don Alfonso                        | Così fan tutte                | Mozart       |
| Varlaam                            | Boris Godunov                 | Musorgskij   |
| Barnabé                            | Le Maître de Chapelle         | Paër         |
| Uberto                             | La serva padrona              | Paisiello    |
| Marmeladoff                        | Delitto e castigo             | Pedrollo     |
| Cannizares                         | Il Cordovano                  | Petrassi     |
| Alvise Badoero                     | La Gioconda                   | Ponchielli   |
| Nikolaj Bolkonskij Balaga          | Guerra e pace                 | Prokof'ev    |
| Geronte                            | Manon Lescaut                 | Puccini      |
| Colline Schaunard Alcindoro Benoit | La bohème                     | Puccini      |
| Sagrestano                         | Tosca                         | Puccini      |
| Lo zio Bonzo                       | Madama Butterfly              | Puccini      |
| Gianni Schicchi Simone             | Gianni Schicchi               | Puccini      |
| Ping                               | Turandot                      | Puccini      |
| Don Magnifico                      | La Cenerentola                | Rossini      |
| Martino                            | L'occasione fa il ladro       | Rossini      |
| Mustafà                            | L'italiana in Algeri          | Rossini      |
| Prosdocimo                         | Il turco in Italia            | Rossini      |
| Bartolo                            | Il barbiere di Siviglia       | Rossini      |
| Gessler                            | Guglielmo Tell                | Rossini      |
| Monterone Sparafucile              | Rigoletto                     | Verdi        |
| Samuele                            | Un ballo in maschera          | Verdi        |
| Fra' Melitone                      | La forza del destino          | Verdi        |
| Ramfis Il Re                       | Aida                          | Verdi        |
| Lodovico                           | Otello                        | Verdi        |
| Sir John Falstaff                  | Falstaff                      | Verdi        |
| Lunardo                            | I quatro rusteghi             | Wolf-Ferrari |

## Discografia

### Opere
- Aida (Re), con Renata Tebaldi, Mario Del Monaco, Ebe Stignani, Aldo Protti, dir. Alberto Erede - 1952 Decca
- Don Giovanni, con Cesare Siepi, Lisa Della Casa, Suzanne Danco, Anton Dermota, dir. Josef Krips - 1955 Decca
- Le nozze di Figaro (Bartolo), con Cesare Siepi, Alfred Poell,  Hilde Gueden, Lisa Della Casa, Suzanne Danco, dir. Erich Kleiber - 1955 Decca
- L'elisir d'amore, con Giuseppe Di Stefano, Hilde Gueden, Renato Capecchi, dir. Francesco Molinari-Pradelli - 1955 Decca
- La bohème, con Victoria de los Ángeles, Jussi Björling, Robert Merrill, Lucine Amara, Giorgio Tozzi, dir. Thomas Beecham - 1956 RCA/HMV
- Don Giovanni, con Cesare Siepi, Elisabeth Grümmer, Lisa Della Casa, Léopold Simoneau, Rita Streich, Walter Berry, dir. Dimitri Mitropoulos - dal vivo Festival di Salisburgo 1956 - Sony
- Il barbiere di Siviglia, con Robert Merrill, Roberta Peters, Cesare Valletti, Giorgio Tozzi, dir. Erich Leinsdorf - 1958 RCA
- Aida (Re), con Renata Tebaldi, Carlo Bergonzi, Giulietta Simionato, Cornell MacNeil, dir. Herbert von Karajan - 1959 Decca
- Il maestro di cappella, dir. Argeo Quadri - 1960 Decca
- Il barbiere di Siviglia, con Manuel Ausensi, Teresa Berganza, Ugo Benelli, Nicolai Ghiaurov, dir. Silvio Varviso - 1964 Decca
- Don Pasquale, con Graziella Sciutti, Juan Oncina, Tom Krause, dir. István Kertész - 1965 Decca

### Recital
- Operatic Arias for Bass - Classic Recital - Fernando Corena/James Walker/Gianandrea Gavazzeni/Orchestre de la Suisse Romande/Orchestra del Maggio Musicale Fiorentino, 1957 Decca
- Corena - In Orbit (Vol. 10) - Fernando Corena/Cliff Adams Singers/Orchestre de la Suisse Romande/Ernesto Nicelli/Alberto Erede/Iller Pattacini, Decca